# Armando Iannucci
Armando Iannucci (* 28. listopadu 1963) je skotský režisér a scenárista. Narodil se do italské rodiny v Glasgow a studoval na zdejší univerzitě. Později studoval na Oxfordu. Na počátku své kariéry působil v rozhlase. Později začal působit též v televizi (Je to soda, Viceprezident(ka), Time Trumpet). V roce 2009 natočil svůj první celovečerní film Politické kruhy, který následovaly snímky Ztratili jsme Stalina (2017) a The Personal History of David Copperfield (2019). V roce 1990 se oženil s Rachael Jones, s níž má tři děti.